# ムートン (お笑い)
ムートンは、松竹芸能に所属していた男性お笑いコンビ。2013年9月20日、松竹芸能オフィシャルサイトにてコンビの解散を発表。現在、島田は野外料理研究家『ベアーズ島田キャンプ』、伊藤はピン芸人『ムートン伊藤』としてそれぞれ活動している。

## メンバー
- 伊藤 俊一（いとう としかず）（1977年7月5日（48歳） - ）
ボケ担当。
北海道函館市出身、北海道函館東高等学校卒業。血液型A型。
身長176cm、体重93kg。
特技は携帯電話など色々な物の性能に詳しいこと。趣味は映画観賞、音楽鑑賞、格闘技観戦、漫画、ゲーム、電化製品を見てまわる事。
加勢大周は従兄[1][2]。また、中学生の時には“左とん平似”とも言われていた[1]。
コンビ解散後はピン芸人「ムートン伊藤」として活動。ショウガールズのスーパーアドバイザーも務める。

- 島田 浩史（しまだ ひろふみ）（1977年7月6日（48歳） - ）
ツッコミ担当。
愛知県豊橋市出身、血液型A型。
身長179cm、体重70kg。
特技はサッカー。趣味は酒と過ごすこと。オートバイはレース出場の経験がある。
コンビ解散後は芸能界を引退し、地元豊橋市でサラリーマンとなる。そのかたわら『ベアーズ島田キャンプ』名義でYouTuberとして活動し、芸人時代からのキャンプ仲間であったヒロシの個人事務所「ヒロシ・コーポレーション」に所属[3]。

## 来歴
- 2003年4月1日結成。コンビ名は、結成当時「む」で始まるお笑いグループが居なかったということから、この名前を選んで名付けたという[4]。
- ハロ、中央線withyouとの3組で『どこでも90分!!』というライブを定期的に行っていた[5]。
- スーパースター、NOモーション。、つーから、あがいんとの5組で『トドロコ』というライブを定期的に行っていた。トドロコは『ウクイウタ』の2009年7月26日千秋楽公演を以って活動休止となった[6]。
- 所属していた素敵なサムスィングが2009年6月をもって解散となり、2009年9月30日付けで松竹芸能に所属となった[7]。
- キングオブコント2010で準決勝進出。
- オンバト+第2回チャンピオン大会に年間ランキング7位で出場。
- 2013年9月20日、松竹芸能オフィシャルサイトにてコンビの解散を発表。今後は島田は『ベアーズ島田キャンプ』名義でYouTuber、野外料理研究家として活動し、伊藤はピン芸人『ムートン伊藤』として活動する。

## 芸風
主にコントを行っていた。伊藤が「わっかりましたぁ～」「でもっさ～」など、独特な節回しを付けて発する台詞も特徴であった。

## 出演

### テレビ
- オンバト+（NHK総合） 戦績5勝4敗 最高501KB
  - 第2回チャンピオン大会 1回戦敗退
- UN街（TBSテレビ）
- エンタの神様（2007年10月13日、日本テレビ）キャッチコピーは「新けずりな素材感」
- エンタの天使（2010年2月17日、日本テレビ）キャッチコピーは「新けずりな素材感」
- ゲームレコードGP（MONDO21）
- めちゃ×2イケてるッ!（2010年10月9日、フジテレビ）「新メンバーオーディション」で二次審査まで残る。
- PON!（2010年12月16日、日本テレビ）
- ジャガイモン（2010年12月9日、テレ朝チャンネル）
- 新春ゴールデンカーペット（2011年1月1日、フジテレビ） - キャッチコピーは「俺の妄想暴走中」
- 新世紀ネタキング決定戦（TOKYO MX） - 2011年1月の月間チャンピオンに選ばれる。
- 私のホストちゃん〜しちにんのホスト〜（テレビ朝日） - 「伊藤」「イトゥー」役（伊藤のみ）
- 日10☆演芸パレード（2013年3月24日、TBSテレビ）「濱口コントサークル」で出演。
- ゆるテレ（フジテレビ）- 『親方と錦丸と時々オカミ』のパートで錦丸 役（伊藤）、親方 役（島田）
- サキよみ ジャンBANG!（2013年5月17日、テレビ東京）
- 特別開校! プリパラスクール（テレビ東京） - 教頭 役（伊藤のみ）
- ワラッタメ天国（フジテレビ） - 5回ほど出演。
- ZIP!（日本テレビ）- 『1分動画笑』コーナー　伊藤のみ、不定期（複数回）出演。
- ドラマ!7人のアイドルゴーゴー!（2015年4月1日 - 、テレビ朝日）- 伊藤のみ、玉金光太（たまかねこうた）役[2][8]
- まったり!赤胴鈴之助（2022年3月5日、テレビ東京） -  酔客B（天使）役（伊藤のみ）
- ヒロシの心霊キャンプ（2024年10月10日 - 10月31日、BS日テレ） - 心霊キャンプシェフ 役（島田）
- マーダーミステリーShowcase〜5人の証言〜『白昼の訪問者』（2024年11月3日、日テレプラス） - ゲームマスター 役（伊藤）[9][10]
- マーダーミステリーShowcase〜5人の証言〜『あの子は乙女の夢から覚めて』（2024年12月8日〈予定〉、日テレプラス） - 監察課課長 / ゲームマスター 役（伊藤）[9][10]

### 舞台
- マーダーミステリーShowcase〜5人の証言〜（2025年1月17日 - 19日、全電通労働会館） - 監察課課長 / ゲームマスター 役（伊藤）[9][10]